# O Leão de Sete Cabeças
Der Leone have sept cabeças (br.: O Leão de Sete Cabeças / pt.: O Leão das Sete Cabeças), é um filme de 1970 dirigido pelo cineasta brasileiro Glauber Rocha, em seu primeiro trabalho no exílio. Filmado na República do Congo, de forma experimental, conta uma história alegórica sobre a dominação e exploração da África  e a iminente revolução. Nas palavras de Glauber Rocha, "é uma história geral do colonialismo euro-americano na África, uma epopéia africana, preocupada em pensar do ponto de vista do homem do Terceiro Mundo, por oposição aos filmes comerciais que tratam de safáris, ao tipo de concepção dos brancos em relação àquele continente".

## Elenco
- Rada Rassimov...Marlene
- Giulio Brogi...Pablo
- Gabriele Tinti...Agente americano
- Jean-Pierre Léaud...Padre
- Aldo Bixio...mercenário alemão
- Baiack...Zumbi
- Reinhard Kolldehoff...Governador
- Hugo Carvana...Português
- Segolo Dia Manungu
- Miguel...Samba
- Pascal N'Zonzi
- Rosa Maria Penna
- Andre Segolo...Xobu

## Enredo
Um padre jesuíta que vagueia pelo continente africano recitando o Evangelho, captura um guerrilheiro comunista chamado Pablo, e o entrega aos representantes de potências do exterior que dominam os nativos: um comerciante português, um agente americano e um mercenário alemão. Os três servem à misteriosa mulher e ninfa Marlene, apelidada pelo padre de "besta da violência". O trio coloca um presidente fantoche para continuar a explorar o país, mas Pablo é liberto pelo líder nativo Zumbi e retorna à luta armada, ao mesmo tempo que o padre captura e crucifica Marlene.